# Capuano (famiglia)
La famiglia Capuano è una famiglia nobile italiana, di remota stirpe longobarda. I Capuano furono ascritti al Sedile di Portanova nell’anno 1343 e vi rimasero ininterrottamente fino all’abolizione dei Sedili stessi. Successivamente i suoi componenti, allistati nel Libro d'oro, continuarono a godere la loro nobiltà nella Deputazione della Real Cappella del Tesoro di San Gennaro.

## Origine
Il capostipite accertato della famiglia Capuano è il longobardo Landone, Conte di Prata. Quest'ultimo discende da Atenolfo I, Principe di Capua e Benevento. Il cognome "Capuano" appare per la prima volta in un documento del 1126 nella persona di Mauro, nipote del conte Landone.
Nella sua "Istoria civile del Regno di Napoli" (1723), Pietro Giannone, quanto all'uso di tale appellativo poi divenuto cognome, riferisce: "E poiché tutti questi Proceri da Capua, dalla prosapia di Atenulfo discesero, perciò presso gli Scrittori di questi tempi furono anche detti Nobili Capuani, onde surse il cognome della Illustre Famiglia Capuana, e furono detti per lungo tempo Nobili Capuani tutti coloro che furono della razza dei Conti e Principi di Capua, ancorché fussero divisi in più famiglie, come il dimostra con somma accuratezza il diligentissimo Pellegrino". È quindi indubitabile l'appartenenza alla stirpe del Principe Atenolfo I, in quanto era proprio il diritto consuetudinario stesso dei Longobardi che accomunava tutti i discendenti maschi nel godimento dei possedimenti familiari. Perciò, tutti i vari conti, come Landone, provengono da uno stipite comune. È un fatto storicamente accertato.

## Membri illustri
La famiglia vanta tra i propri membri personaggi di notevole spessore.
Pandolfo I, soprannominato "Capodiferro" (morto il 12 maggio 981), ebbe in possesso Capua, Benevento, Salerno, il ducato di Spoleto ed il marchesato di Camerino e diede rifugio, nel 966, a Papa Giovanni XIII, esiliato da Roma.
Marino "Sebaste", fu eletto doge (duca) di Amalfi nel 1096 in opposizione alla sovranità dei normanni.
Il cardinale Pietro "Il Vecchio", Legato del Papa durante la Quarta Crociata e benefattore di Amalfi, sua patria, alla quale donò nel 1206 la reliquia del corpo di Sant'Andrea.
Gregorio, acquistò nel 1318 la città di Bojano della baronia di Prata e fu Signore di quella città e di molti Castelli.
Andrea (1624-?), partecipò da valoroso cavaliere e con propri armati all'impresa militare per la difesa del Regno al tempo delle "rivoluzioni populari" e dell'attacco dell'Armata Francese in Castellammare di Stabia e zone vicine. Nel 1653 diventò Regio Governatore di Salerno e, successivamente, di Aquila e di Nola. Durante il governo vicereale del Cardinale d'Aragona, nel 1665, è uno degli Eletti della città di Napoli, per la "Illustrissima Piazza di Portanova".
Vincenzo (1635-1718), sposò la Baronessa di Sala, Francesca del Giorno, erede dell’antico palazzo baronale di Portici conosciuto come “palazzo Capuano”, luogo di notevole rilevanza storica.
Matteo (1651-1706), fu prescelto per dare il benvenuto in Cattedrale a Re Filippo V, padre del futuro Re Carlo, in visita a Napoli nel 1702, e fu poi nominato Consigliere di Spada e Cappa del Regio Collaterale Consiglio.
Carlo Francesco (1669-1747), marchese di Petina (territorio feudale in Molise), fu benefattore munifico del Pio Monte della Misericordia.

## Stemma
Ecco una breve considerazione sullo stemma dei Capuano a cura di Marco Crisconio, autore di svariate pubblicazioni storico-nobiliari e del libro "La stirpe longobarda dei Capuano":
"Gli storici costantemente sottolineano la particolare nobiltà dello stemma di Casa Capuano: così come fa il Grande Dizionario Storico, stampato a Parigi nel 1743, che scrive che è sua [...] "une très belle armoirie qui est un Champ sèmè de queues d'Hermine avec une tête de lion ensanglantéé". È evidente che a spingere ad una particolare ammirazione per tale blasone è il campo di armellino, rarissimo nelle armi italiane. Nell'araldica continentale le code di armellino, attaccate alla pelle bianca, erano normalmente usate fuori dello scudo, nei rivestimenti dei padiglioni reali e come bordatura dei vari copricapi dell'alta nobiltà. È inoltre noto che la pelliccia dell'armellino è stata sempre usata specialmente dai regnanti e dai principi per foderare il proprio mantello, per i manti degli stemmi reali e delle prime famiglie. Segnatamente, fu introdotto nell'arme a simbolo di origini principesche. Ed è così che quest'elemento simbologico si armonizza singolarmente con la discendenza dai Principi Longobardi di Capua e Benevento della famiglia Capuano".

## Palazzo Capuano
È il più antico edificio storico di Portici, sito in Piazza S. Ciro, 17. Costruito nel 1025 per volontà del nobile napoletano Gualtiero Galeota, era originariamente destinato alla funzione di Palazzo Ducale, cioè sede del potere feudale della zona. È appartenuto prima ai principi Colonna di Stigliano, poi a Casa Mari, quindi alla famiglia Capuano, da cui prese il nome.
Per secoli proprietà dei Capuano, nell'Ottocento sono subentrati altri proprietari come i Mercurio e i Materi. Diventò poi sede dell'amministrazione comunale.
La parte più antica della dimora è la torre, originariamente separata dal corpo di fabbrica, alla quale oggi si accompagna la parte cinquecentesca dell'edificio.
Il Palazzo purtroppo è stato in buona parte abbattuto alla fine degli anni ’50 del secolo scorso per l’apertura di via Libertà, distruggendo inoltre gli affreschi di Belisario Corenzio presenti in uno dei saloni.